# Prince Kaneyoshi

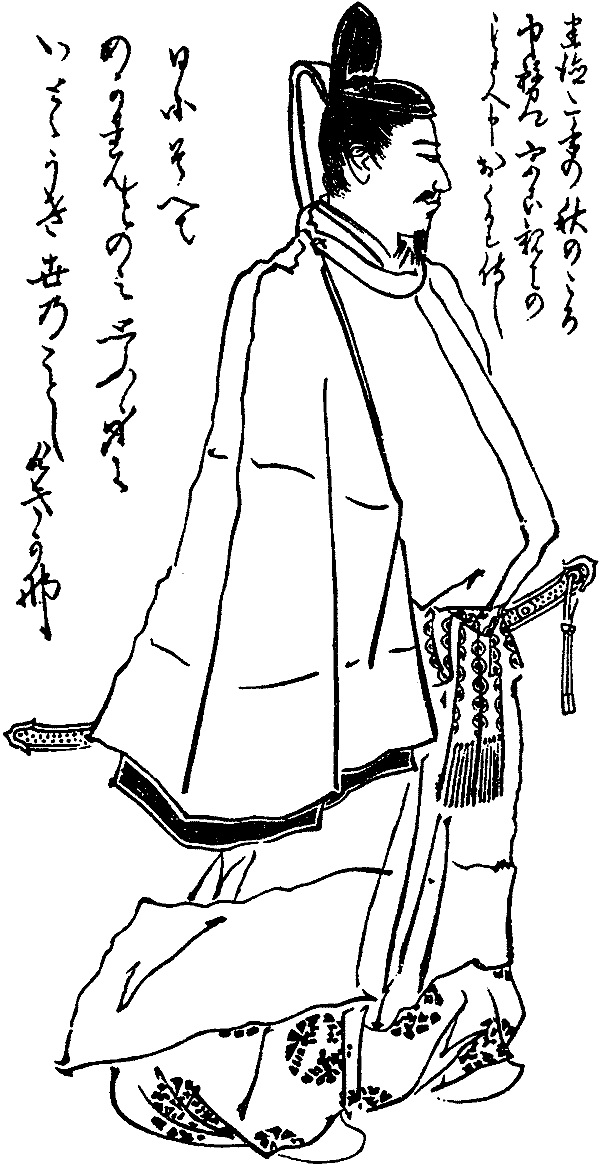
Kanenaga shinnō

Le prince Kaneyoshi (懐良親王, Kaneyoshi shinnō ou Kanenaga shinnō, né vers 1320 - décédé le 30 avril 1383, est un poète de l'époque de Kamakura et du début de l'époque Nanboku-chō de l'histoire du Japon. Fils de l'empereur Go-Daigo, il est vénéré au Yatsushiro-gū, sanctuaire shinto situé à Yatsushiro dans la préfecture de Kumamoto.

## Source de la traduction
- (en) Cet article est partiellement ou en totalité issu de l’article de Wikipédia en anglais intitulé « Prince Kaneyoshi » (voir la liste des auteurs).